# ヤマハ・レイダー
レイダーとはヤマハ発動機が日本にて製造し、海外向けとして販売していたクルーザー（アメリカン）タイプのオートバイ(大型自動二輪)のことである。
ヤマハのクルーザーモデルであるStar・シリーズのフラッグシップの一角にあたる。
なお北米における名称はRaider(レイダー)であり、日本国内における名称はXV1900CUが正式名で "Raider"は所謂ペットネームにあたる。
なお日本国内においてはヤマハの海外向けモデルを国内に輸入するプレストコーポレーションが取り扱いを行っていたが、新しい排ガス規制に対応できない等あり2017年式を最後に販売を終了している。
XV1900A　Midnight Starからの派生車種にあたり、同じ空冷OHV1854㏄エンジンが搭載されているが最高出力やトルクはFiのチューニングや吸排気効率の見直しによってRaiderの方が高めになっている。

## 概要
開発当時、米国市場ではクルーザー市場が順調に推移し、需要が年々伸びていた。
このなかでひとつのトレンドとして“カスタマイゼーション”が拡大しつつあった。
北米での“カスタムモデル”は、ロングフロントフォークや存在感を強調するエンジン廻りの処理、太いリアタイヤ、装飾品のような豪華な仕上げなどが特徴となっており、用途としては比較的近距離での街乗り、バイカー同士の情報交換、コミュニケーションツールなどが多く、長距離の移動として使うことは比較的少なかった。
そんな中“カスタムモデル”の愛好家からは「乗り易く信頼性の高いカスタムモデルを希望」という声が聞かれており、このような背景の中既存のマスプロダクションにはない個性的なスタイルと心地よいエンジンフィーリング、従来のカスタム車を払拭する軽快な操縦安定性、これらを高次元で調和したモデルとして開発された。
独自のスタイルの中に、長年のヤマハクルーザーシリーズ開発で培った技術を織り込み“アーティスティックなデザイン”と“既成カスタム車を払拭する高次元の走行性”を両立させている。

## エンジン
1854ccの空冷4ストロークOHV・48度Vツイン・4バルブ/2プラグ・F.I.（フューエルインジェクション）エンジンを搭載。
最高出力は4,500回転、最大トルクを2,500回転で発揮し、ダイレクト感あるパワーと厚みのあるトルクを備える。
低回転域から大排気量Vツインかつロングストロークならではのパルス感溢れるフィーリングが特徴。
スペック上では空冷エンジンとなっているがシリンダーヘッドにエンジンオイルを循環させる油冷システムを装備している。
エンジン自体は一枚一枚NC加工にて仕上げられたシリンダーフィンに空冷OHVエンジンの力強さを強調するクロームメッキのプッシュロッドカバー、バフ仕上げの輝きが随所に際立つヘッド・クラッチカバーなど、きめ細やかな手作業によって磨き上げられ美しい造形美を放っている。
　基本スペックは「XV1900A Midnight Star」の仕様を継承、燃料タンク裏側のスペースをクリーナーボックスの一部に活用し、優れた脈動効果による吸気効率とスペース効率を両立させている。

## マフラー
右出し2-2マフラー（内部構造は2-1-2）を採用しており、F.I.セッティングとの最適化とあわせ、“音”の輪郭がくっきりしたパルス感ある排気音を達成した。また2本のエキパイが集合した部分にはヤマハ発動機独自の排気デバイスEXUPを装備、優れた低中速域のトルク特性を引き出している。

## その他特徴
エンジンのコンパクト設計にも貢献する左右2分割バランサーを設置し不要な振動をカットし、心地よい鼓動感を発生。
2013年式よりアシスト＆スリッパークラッチを搭載、クラッチの操作荷重を約20％軽減(2012年式比)かつ強烈なバックトルク発生時の急激なエンジンブレーキを抑制し、スムーズな走行性を保たせている。
リアタイヤはヤマハ発動機製二輪では最大幅となる210㎜、扁平40％の極太タイヤを装備している。